# Jake Hummel
Jake Hummel (Des Moines, 4 gennaio 1999) è un giocatore di football americano statunitense che milita nel ruolo di linebacker per i Los Angeles Rams della National Football League (NFL).

## Carriera
Dopo non essere stato scelto nel Draft, Hummel firmò con i Los Angeles Rams il 5 maggio 2022. Durante la pre-stagione 2022 guidò la squadra in tackle totali. Riuscì così a entrare nei 53 uomini del sport per l’inizio della stagione regolare alla fine del training camp. Il 5 novembre 2022 fu inserito in lista infortunati. La sua prima stagione si chiuse con 7 presenze e 4 placcaggi. L’anno successivo disputò tutte le 17 partite, nessuna delle quali come titolare, con 10 tackle.